# Hetephernebti
| nbty | Htp · Hr |

| nbty | Htp · Hr |

Hetephernebti – jedyna znana z imienia żona faraona Dżesera.
Hetephernebti urodziła Dżeserowi jedno dziecko - córkę Inetkaes znaną ze stelli znalezionej w pobliżu piramidy Dżesera w Sakkarze i reliefu z Heliopolis ukazującego faraona w otoczeniu żony i córki.
Wśród jej tytułów są między innymi Ta, która ogląda Horusa i Wielkość berła - oba dosyć często spotykane wśród tytulatury królewskich małżonek tego okresu. Innym z jej tytułów jest Córka króla mogąca oznaczać, że była córką Chasechemui i Nimaatapis - rodziców Dzesera.